# Phytoliriomyza flavopleuralis
Phytoliriomyza flavopleuralis este o specie de muște din genul Phytoliriomyza, familia Agromyzidae, descrisă de Spencer în anul 1977. Conform Catalogue of Life specia Phytoliriomyza flavopleuralis nu are subspecii cunoscute.